# Karl Hausberger
Karl Hausberger (* 24. Mai 1944 in Bonbruck; † 17. April 2024 in Eggenfelden) war ein deutscher römisch-katholischer Theologe. Er war von 1982 bis 2009 Professor für Historische Theologie an der Universität Regensburg.

## Leben
Karl Hausberger besuchte das Humanistische Gymnasium in Straubing, das heutige Johannes-Turmair-Gymnasium, das er 1964 mit dem Abitur verließ. Von 1964 bis 1971 studierte er Katholische Theologie an der Philosophisch-Theologischen Hochschule Sankt Georgen in Frankfurt am Main und der Ludwig-Maximilians-Universität München. 1972 wurde Hausberger im Dom zu Regensburg zum Priester geweiht. Im gleichen Jahr promovierte er mit der Dissertation Gottfried Langwerth von Simmern (1669–1741). Bistumsadministrator und Weihbischof zu Regensburg zum Doktor der Theologie.
Von 1972 bis 1974 arbeitete Hausberger als Kaplan und von 1974 bis 1976 als Hauptamtlicher Religionslehrer am Karl-von-Closen-Gymnasium in Eggenfelden. Von 1976 bis 1981 war er Wissenschaftlicher Assistent am Lehrstuhl für Bayerische Kirchengeschichte in München. 1981 habilitierte er sich an der Ludwig-Maximilians-Universität in München mit der Habilitationsschrift Staat und Kirche nach der Säkularisation. Zur bayerischen Konkordatspolitik im frühen 19. Jahrhundert zum Privatdozenten. 1982 übernahm er den Lehrstuhl für Historische Theologie als Professor für mittlere und neue katholische Kirchengeschichte an der Universität Regensburg. 2009 wurde er emeritiert.
Hausberger war Autor, Herausgeber und Rezensent zahlreicher Fachveröffentlichungen. Die Bayerische Bibliographie listet 230 Werke von ihm. Hausberger arbeitete unter anderem als Autor und Publizist für das Biographisch-Bibliographische Kirchenlexikon, die Quellen und Studien zur neueren Theologiegeschichte, die Zeitschrift für Kirchengeschichte, die Neue Deutsche Biographie sowie den Beiträgen zur Geschichte des Bistums Regensburg. Sein Aufsatz Die Anstöße der Heiligen im Leben der Kirche von 1983 wurde auch ins Italienische und Portugiesische übersetzt. Sein Werk Geschichte des Bistums Regenburg, das 1989 in zwei Bänden erschien, wurde mit dem Buchpreis des Bayerischen Clubs München ausgezeichnet.
Karl Hausberger starb am 17. April 2024 in Eggenfelden.

## Veröffentlichungen (Auswahl)

### Autor
- Gottfried Langwerth von Simmern (1669–1741), Bistumsadministrator und Weihbischof zu Regensburg. Ein Beitrag zur Geschichte des Bistums Regensburg in der Barockzeit. (Dissertationsschrift) Verlag des Vereins für Regensburger Bistumsgeschichte, Kallmünz 1973.
- Staat und Kirche nach der Säkularisation. Zur bayerischen Konkordatspolitik im frühen 19. Jahrhundert. (Habilitationsschrift) EOS-Verlag, St. Ottilien 1983, ISBN 978-3-88096-123-4.
- Bayerische Kirchengeschichte. Mit Benno Hubensteiner, Süddeutscher Verlag, München 1985, ISBN 978-3-7991-6250-0.
- Geschichte des Bistums Regensburg. (2 Bände), Pustet, Regensburg 1989, ISBN 978-3-7917-1188-1.
- Thaddäus Engert (1875–1945). Leben und Streben eines deutschen Modernisten. Pustet, Regensburg 1996, ISBN 978-3-7917-1534-6.
- Herman Schell (1850–1906). Ein Theologenschicksal im Bannkreis der Modernismuskontroverse. Pustet, Regensburg 1999, ISBN 978-3-7917-1663-3.
- Franz Xaver Kiefl (1869–1928). Schellverteidiger, Antimodernist und Rechtskatholik. Pustet, Regensburg 2003, ISBN 978-3-7917-1845-3.
- Sterben, damit andere leben können. Der Regensburger Domprediger Dr. Johann Maier (1906–1945). Schnell und Steiner, Regensburg 2005, ISBN 978-3-7954-1758-1.
- Reichskirche – Staatskirche – Papstkirche. Der Weg der deutschen Kirche im 19. Jahrhundert. Pustet, Regensburg 2008, ISBN 978-3-7917-2135-4.

### Herausgeber
- mit Wolfgang Beinert: Symbole als Glaubenshilfe. Von der Anschaulichkeit des Heiles. Pustet, Regensburg 1987, ISBN 3-7917-1123-7.
- Carl von Dalberg, der letzte geistliche Reichsfürst. Universitäts-Verlag, Regensburg 1995, ISBN 3-930480-40-9.